# Viktor Safronov
Pour les articles homonymes, voir Safronov.
 (février 2016).
Si vous disposez d'ouvrages ou d'articles de référence ou si vous connaissez des sites web de qualité traitant du thème abordé ici, merci de compléter l'article en donnant les références utiles à sa vérifiabilité et en les liant à la section « Notes et références ».
Viktor Sergueïevitch Safronov (en russe : Виктор Сергеевич Сафронов ; 11 octobre 1917, Velikié Louki, Russie – 18 septembre 1999, Moscou, Russie) est un astrophysicien de l'ex-URSS qui a été l'auteur d'une théorie de la formation des planètes à partir d'un disque de gaz et de poussière présent autour du Soleil.

## Biographie
Safronov étudie à l'université d'État de Moscou, dont il est diplômé en mécanique et en mathématiques en 1941. Il soutient une thèse de doctorat en sciences physiques et mathématiques en 1968. Ses sujets de recherche sont l'astrophysique, la planétologie et la géophysique.
Au cours des années 1960, Safronov élabore une théorie de la formation du Système solaire, basée sur l'accrétion ordonnée de planétésimaux en planètes. La publication de cette théorie dans un livre, paru en 1969 et traduit en anglais en 1972, relance l'intérêt pour une théorie moderne de la nébuleuse solaire. Safronov est ainsi le fondateur de l'école soviétique de planétologie qui a été particulièrement active dans les années 1960 et 1970.
L'astéroïde (3615) Safronov, découvert par Edward Bowell en 1983, a été nommé en son honneur.

## Récompenses
- prix Otto Schmidt de l'Académie des sciences d'URSS en 1974 ;
- prix Gerard Kuiper en 1990.

## Publications
- Evoliutsiia doplanetnogo oblaska, Nauka, Moscou, 1969.
- Evolution of the protoplanetary cloud and formation of the Earth and planets, NASA-TT-F-677, 1972.